# Liga Japonesa de Béisbol Profesional
La Liga Japonesa de Béisbol Profesional (日本野球機構 Nippon Yakyū Kikō?), o NPB por las siglas en inglés de Nippon Professional Baseball, es la competición de béisbol profesional de mayor nivel en Japón. Fue fundada en 1950 y cuenta con 12 equipos repartidos por igual en dos ligas: la Liga Central y la Liga Pacífico. 
La temporada de la NPB consta de una fase regular —desde marzo hasta octubre— y una fase final a eliminación directa. El vencedor de cada conferencia disputará en noviembre la Serie de Japón, al mejor de siete encuentros, del que saldrá el campeón nacional. El equipo con más títulos es Yomiuri Giants.
El béisbol está considerado uno de los deportes más populares y con más practicantes de Japón.

## Sistema de competición

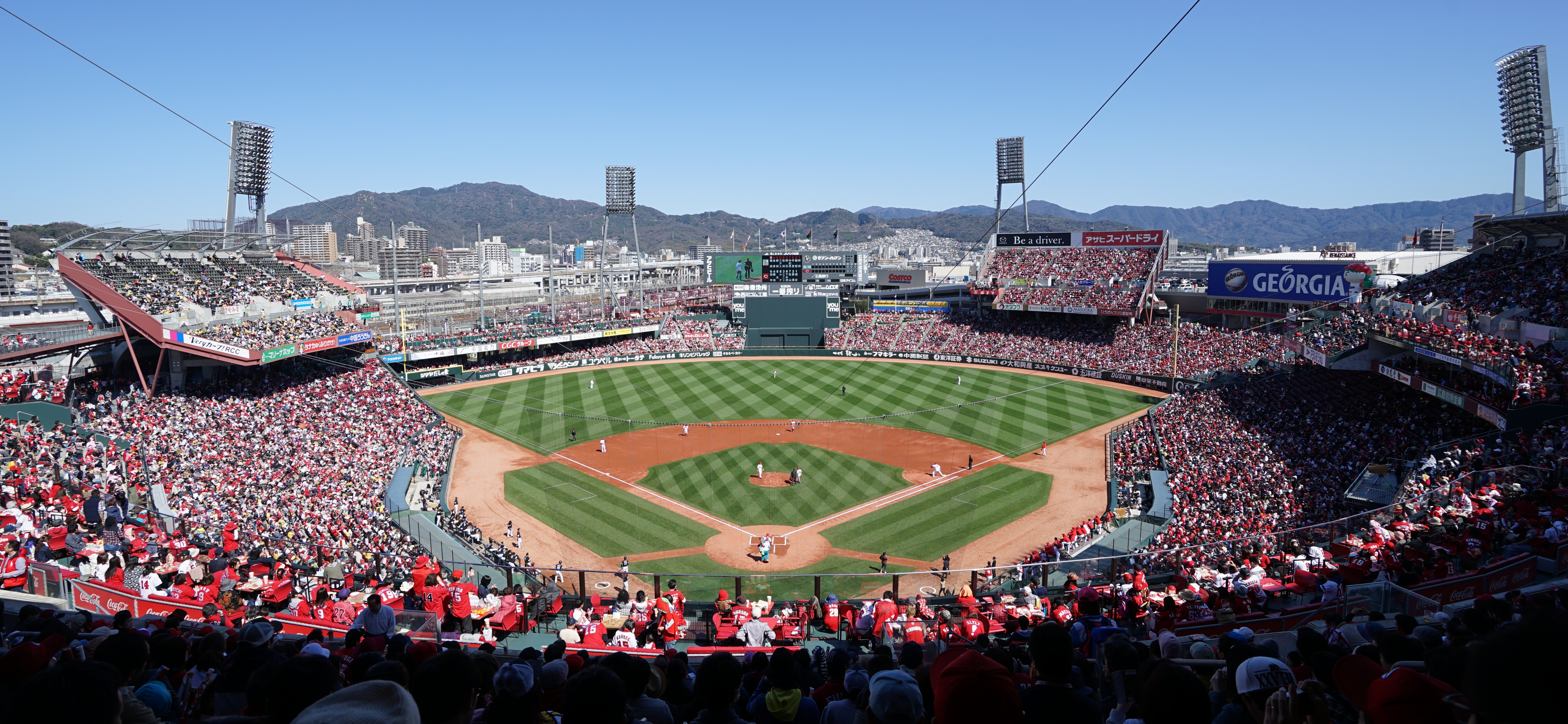
Panorámica del Estadio Mazda de Hiroshima durante un partido de los Hiroshima Carps.

La Liga Japonesa de Béisbol Profesional (NPB) es una organización compuesta por 12 equipos: seis repartidos en la Liga Central (Central League) y otros seis en la Liga Pacífico (Pacific League). Los participantes son franquicias bajo un sistema cerrado, y no existe posibilidad de promoción.
La temporada regular comienza a finales de marzo y termina en octubre, con una pausa en julio para el partido de las estrellas. En total cada equipo habrá jugado de 140 a 150 partidos, todos los días de la semana excepto los lunes. La mayoría de esos enfrentamientos son entre clubes de la misma liga, salvo aquellas jornadas específicas con duelos cruzados entre ambos torneos. El sistema de interligas no se introdujo hasta 2005.
Entre octubre y noviembre se disputa la fase final por el título (Climax Series), con formato de eliminación directa. El líder de cada grupo pasa directo a la final de su conferencia, mientras que el segundo y el tercer clasificado disputan una semifinal por la otra plaza. Por último, la Serie de Japón enfrenta al vencedor de la Liga Central con el de la Liga Pacífico; el primero que haya ganado cuatro partidos se proclamará campeón nacional.
El sistema de dos conferencias está inspirado en las Grandes Ligas de Béisbol de Estados Unidos (MLB), por lo que cada campeonato tiene normas propias. La más importante es la regla del bateador designado, permitido en la Liga Pacífico pero rechazado en la Liga Central. Las franquicias pueden nombrar hasta 28 jugadores para su primer equipo; el resto van al equipo reserva.
A diferencia de lo que ocurre en la MLB, los partidos de la liga japonesa pueden terminar en empate si no hay vencedor después de 12 entradas.

### Límite de extranjeros

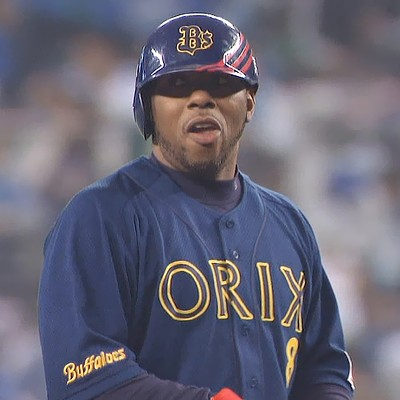
Tras una carrera discreta en la MLB, Tuffy Rhodes sobresalió en equipos japoneses durante 13 temporadas.

Un equipo de la NPB sólo puede contratar a cuatro jugadores extranjeros para el plantel principal, y además debe existir variedad en las posiciones. La organización impone cuotas de extranjeros desde 1951 para favorecer el desarrollo del beisbolista japonés. Esta norma no se aplica si una persona nacida fuera del país lleva más de cinco años de residencia y estudios en Japón. En el resto de la organización (incluyendo plantillas reservas y cuerpo técnico) no se contempla esa restricción.
A pesar de las limitaciones, los deportistas extranjeros han sido uno de los mayores atractivos del béisbol japonés desde que Harris McGalliard debutara con Nagoya en 1936. Los bateadores de Estados Unidos han superado varias plusmarcas personales, entre ellas el mejor promedio de bateo en toda la carrera (Leron Lee, .334), mejor promedio en una temporada (Randy Bass, .389) y el mayor porcentaje de eliminaciones (Ralph Bryant).
En países de habla hispana ha habido amplia representación de venezolanos (Álex Cabrera, Jesús Guzmán), cubanos (Omar Linares, Alfredo Despaigne, Orestes Destrade) y dominicanos (Héctor Luna, Tony Blanco).
Uno de los mayores retos para beisbolistas foráneos ha sido romper el récord de 55 home run en una sola temporada que había establecido Sadaharu Oh, japonés de ascendencia taiwanesa, en 1964. Randy Bass se quedó a uno solo de empatar en 1985 porque los lanzadores nipones se negaban a lanzarle bolas de strike llegado el momento. Su compatriota Tuffy Rhodes y el venezolano Álex Cabrera sí igualaron la plusmarca, sin llegar a rebasarla. Finalmente, el curazoleño Wladimir Balentien pudo superarlo al completar 60 home run en la temporada 2013.

## Equipos
| Equipo                       | Ciudad               | Estadio               | Aforo        | Fundación    |
| Liga Central                 | Liga Central         | Liga Central          | Liga Central | Liga Central |
| ---------------------------- | -------------------- | --------------------- | ------------ | ------------ |
| Chunichi Dragons             | Nagoya, Aichi        | Nagoya Dome           | 38.500       | 1936         |
| Hanshin Tigers               | Nishinomiya, Hyogo   | Estadio Koshien       | 50.500       | 1935         |
| Hiroshima Toyo Carp          | Hiroshima, Hiroshima | Estadio Mazda         | 32.000       | 1949         |
| Tokyo Yakult Swallows        | Tokio                | Estadio Meiji-Jingu   | 38.000       | 1950         |
| Yokohama DeNA BayStars       | Yokohama, Kanagawa   | Estadio de Yokohama   | 30.000       | 1950         |
| Yomiuri Giants               | Tokio                | Tokyo Dome            | 42.000       | 1934         |
| Liga del Pacífico            |                      |                       |              |              |
| Chiba Lotte Marines          | Chiba                | Estadio Chiba Marine  | 30.200       | 1950         |
| Fukuoka SoftBank Hawks       | Fukuoka              | Fukuoka Yafuoku! Dome | 36.000       | 1938         |
| Hokkaido Nippon Ham Fighters | Sapporo, Hokkaidō    | Sapporo Dome          | 40.800       | 1946         |
| Orix Buffaloes               | Osaka y Kōbe, Hyōgo  | Osaka Dome            | 37.000       | 2004         |
| Saitama Seibu Lions          | Tokorozawa, Saitama  | Seibu Dome            | 36.000       | 1950         |
| Tohoku Rakuten Golden Eagles | Sendai, Miyagi       | Estadio de Miyagi     | 23.000       | 2004         |

## Historia

### Antecedentes
Desde su introducción en 1872, el béisbol ha sido uno de los deportes más practicados de Japón. A raíz del éxito de los campeonatos juveniles y regionales, en la década de 1920 hubo un primer intento por cimentar el profesionalismo. Se considera que el primer equipo profesional del país fue el «Dai Nippon Tokyo», fundado en 1934 por el empresario Matsutarō Shōriki —editor del diario Yomiuri Shimbun— para enfrentarse a un combinado de estrellas estadounidenses que incluía a Babe Ruth, Jimmie Foxx, Lou Gehrig y Charlie Gehringer. Al año siguiente el mismo plantel hizo una gira por Estados Unidos para medirse con rivales de las Ligas Menores de Béisbol, y de forma paralela, surgieron otros clubes como los Hanshin Tigers.
Las noticias generadas por la gira estadounidense propiciaron la creación en 1936 de la Liga de Béisbol de Japón, formada por siete equipos en división única. Para garantizar el éxito del nuevo campeonato, se contó con el asesoramiento del beisbolista estadounidense Lefty O'Doul, considerado pionero del profesionalismo en el país asiático. El Dai Nippon Tokyo pasó a llamarse «Tokyo Kyojin» (actual Yomiuri Giants) y fue el principal dominador con ocho títulos, seis de ellos consecutivos, gracias a las actuaciones de jugadores como Eiji Sawamura y Victor Starffin. El campeonato se celebró desde 1936 hasta 1949 sin interrupciones, salvo la edición de 1945 suspendida por la Segunda Guerra Mundial.

### Creación de la Liga Profesional

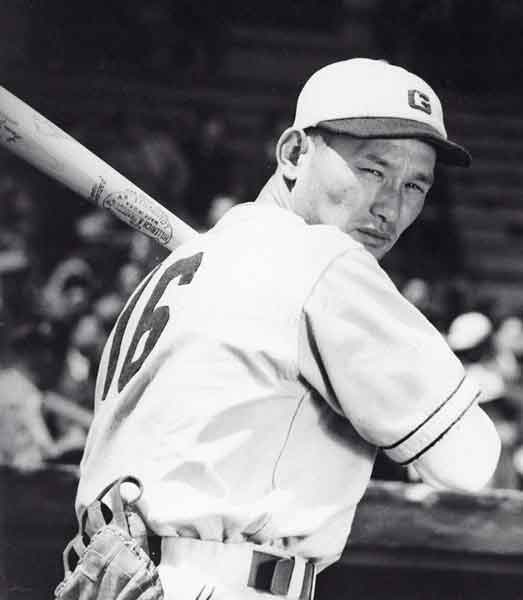
Tetsuharu Kawakami, de los Yomiuri Giants, fue la primera estrella de la NPB.

A finales de 1949, el productor Masaichi Nagata —propietario de Daiei Film— propuso un nuevo campeonato con dos ligas y una gran final, de forma similar a las Grandes Ligas de Béisbol en Estados Unidos, que significaría la creación de la actual Liga Japonesa de Béisbol Profesional (NPB). Los organizadores determinaron que las franquicias pertenecerían a conglomerados de empresas sin vinculación deportiva. La primera temporada se celebró en 1950 con la participación de 15 equipos: ocho en la Liga Central y siete en la Liga Pacífico. Al finalizar la temporada regular, los líderes se enfrentarían en la Serie de Japón para decidir al campeón nacional. En el año inaugural, los Mainichi Orions del Pacífico se impusieron a los Shochiku Robins de la Liga Central. No obstante, los Yomiuri Giants asumirían el liderazgo de las siguientes dos décadas, gracias a jugadores como Tetsuharu Kawakami, Wally Yonamine y Sadaharu Oh.
La NPB fue la primera —y hasta 1992, la única— liga deportiva profesional del país. La mayoría de las franquicias estaban más vinculadas a las empresas propietarias que al lugar donde jugaban, por lo que los cambios de nombre e incluso traslados fueron práctica habitual en los inicios. Algunos clubes como Yomiuri Giants (Tokio), Hanshin Tigers (Hyōgo) y Chunichi Dragons (Nagoya) construyeron una sólida base de aficionados en sus áreas metropolitanas, pero otros terminarían desapareciendo. La disolución del Daiei Stars propició una reducción en 1959 a la cifra actual de 12 participantes: seis en la Liga Central y seis en la Pacífico.
En 1964, el lanzador Masanori Murakami se convirtió en el primer beisbolista nipón en jugar en las Grandes Ligas de Béisbol, en los San Francisco Giants. La NPB pudo evitar que otros siguieran sus pasos hasta la década de 1990, al reforzar el control de las franquicias sobre sus jugadores.
El béisbol japonés vivió una grave crisis entre 1969 y 1971 por el estallido del «Escándalo de la Niebla Negra», un caso de amaño de partidos en el que habían participado importantes deportistas, algunos en colaboración con el crimen organizado. La federación nacional impuso duras sanciones a todos los implicados, y dos empresas con clubes en la NPB —Nishitetsu y Toei— se deshicieron de sus franquicias.

### Etapa de consolidación (1980-2004)
Luego de dos décadas de dominio de los Giants, los Seibu Lions establecieron una nueva dinastía con 11 ligas del Pacífico y ocho Series de Japón de 1982 a 1994, que les valieron el apodo de «invencibles de Seibu».
A partir de 1980, la contratación de beisbolistas extranjeros fue práctica habitual en todos los equipos pese a mantenerse las limitaciones. De esa época surgieron los nombres de los estadounidenses Leron Lee (Lotte Orions), Randy Bass (Hanshin Tigers), Ralph Bryant (Kintetsu Buffaloes) y Brad «Animal» Lesley (Hankyu Braves), quienes llegaron a ser más populares en Japón que en su país natal.
En 1986 comenzaron a celebrarse las MLB Japan All-Star Series, serie bianual al mejor de siete partidos entre una selección de la liga japonesa y un combinado de estrellas de la MLB.

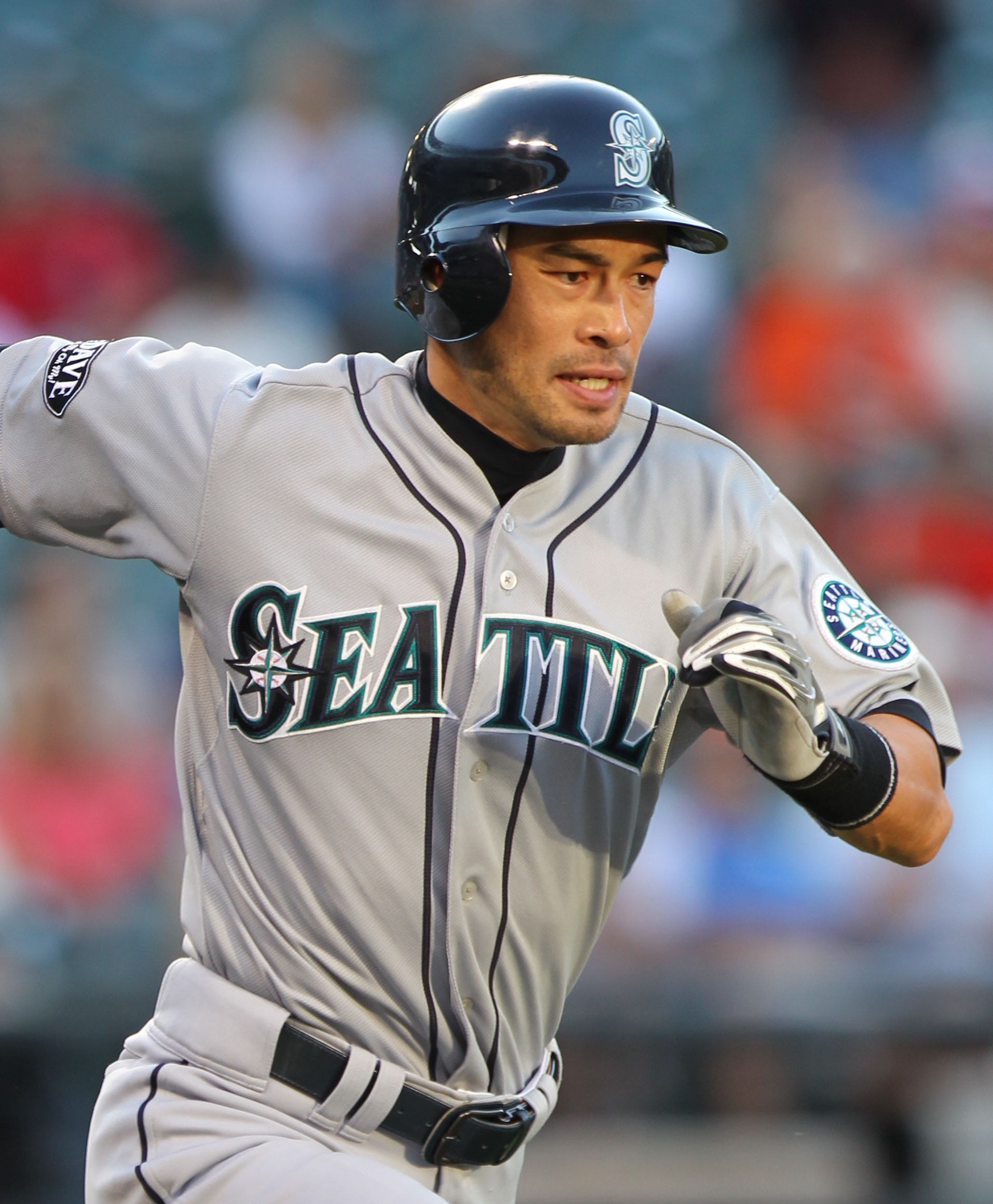
Ichiro Suzuki jugó ocho temporadas en Orix BlueWave antes de ir a la MLB.

La llegada de la década de 1990 conllevó importantes cambios en el seno de la organización. Por un lado, las estrellas japonesas comenzaron a marcharse a Estados Unidos. En 1995, el lanzador Hideo Nomo fue contratado por Los Angeles Dodgers de la MLB a través de un vacío legal: como los derechos sobre su contrato pertenecían a Kintetsu Buffaloes, el pitcher anunció su «retirada» del deporte para rescindir el contrato. Desde entonces la NPB se ha mostrado más permisiva con estas salidas; Ichiro Suzuki se convirtió en 2001 en el primer nipón en irse a la MLB con el permiso de su club de origen, e Hideki Matsui fue el primero en ganar la Serie Mundial (New York Yankees, 2009).
Por otro lado, se produjo una descompensación entre los clubes de la Liga Central y los de la Liga Pacífico. Mientras los primeros dominaron el torneo durante largo tiempo, los segundos ya no eran rentables para las empresas propietarias. Además, la creación de la J. League de fútbol en 1993 hizo que muchos patrocinadores dejasen de lado el béisbol para centrarse en el nuevo torneo.
Debido a la alta concentración de clubes en la región de Kansai, la NPB propuso un plan de deslocalización. Quienes lo siguieron fueron Nankai Hawks, vendido a Daiei y que pasó de Osaka a Fukuoka en 1988 (Daiei Hawks); Hankyu Braves, vendido a Orix y que cambió Osaka por Kobe en 1991 (Orix BlueWave), y Lotte Orions, que dejó Kawasaki por Chiba en 1992 (Chiba Lotte Marines).
En la década de 2000 hubo otro importante traslado: los Nippon-Ham Fighters de Tokio se mudaron a Sapporo (Hokkaidō) en 2002. Los Daiei Hawks vivieron una situación parecida, pero Masayoshi Son compró la franquicia en 2003 para reconvertirla en los Fukuoka SoftBank Hawks, equipo representativo de la isla de Kyūshū.

### Crisis y reorganización de 2004
A mediados de 2004, la NPB aprobó que dos equipos de la Liga Pacífico, Orix BlueWave (Kobe) y Kintetsu Buffaloes (Osaka), se fusionaran a partir de la temporada 2005 por los problemas financieros de la segunda entidad. La salida dejaba una plaza libre que, en principio, el comisionado no pretendía cubrir. En su lugar se propuso una reorganización completa del campeonato a través de la fusión de las ligas Central y Pacífico en un solo grupo, reduciendo además el número de participantes. El formato propuesto era similar al de la Liga Coreana.
Al sentir amenazados sus derechos e incluso la continuidad del trabajo, pues varias franquicias del Pacífico no tenían garantizada su existencia bajo el nuevo sistema, el sindicato de jugadores (JPBPA) forzó una negociación con la NPB. Si bien consiguieron que los clubes más débiles pudieran continuar, no se logró eliminar el proyecto de división única ni aplazar la fusión un año. Al final, los jugadores convocaron huelga para todos los fines de semana a partir del 18 de septiembre, la primera en la historia del torneo.
El conflicto se solucionó el 23 de septiembre con un consenso entre ambas partes que mantenía el sistema de dos ligas. Como parte del acuerdo, BlueWave pudo absorber a los Buffaloes para crear un nuevo equipo, Orix Buffaloes, mientras que su plaza sería cubierta por una nueva franquicia, los Rakuten Golden Eagles de Tōhoku. Además se aprobaron juegos interligas entre equipos de la Central y del Pacífico.

### Situación actual

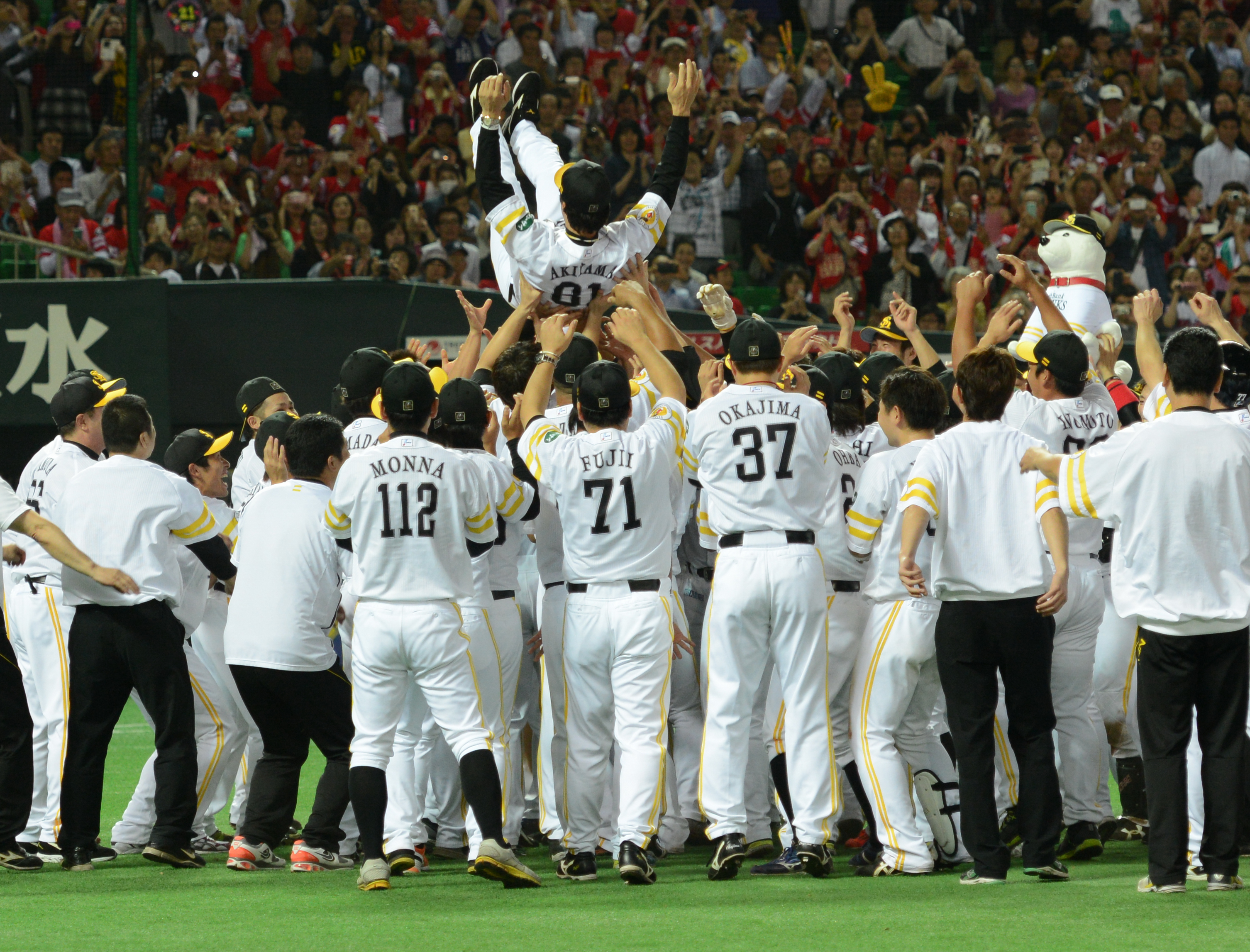
El plantel de Fukuoka SoftBank Hawks celebra la Serie de Japón de 2014.

En la temporada 2013, la NPB introdujo en secreto una nueva bola de béisbol más ligera para aumentar el número de home runs. Ese año el bateador Wladimir Balentien batió la plusmarca de cuadrangulares que ostentaba Sadaharu Oh desde 1964, con 60 carreras completas frente a las 55 del japonés. El comisionado del torneo, Ryōzō Katō, tuvo que dimitir cuando la prensa destapó el cambio de bola reglamentaria.
En 2014, el entonces primer ministro japonés Shinzō Abe propuso que la NPB sea expandida a 16 franquicias, con dos nuevos equipos para cada división. Su objetivo era dinamizar la economía de regiones que no cuentan con béisbol profesional; entre las candidatas sonaron Niigata, Okinawa, Shizuoka y Shikoku. Sin embargo, la liga no ha contemplado esa posibilidad.

## Palmarés

### Serie de Japón
En verde, equipos de la Liga Central. En azul, equipos de la Liga Pacífico.
| Equipo                       | Títulos | Último año |
| ---------------------------- | ------- | ---------- |
| Yomiuri Giants               | 22      | 2012       |
| Saitama Seibu Lions          | 13      | 2008       |
| Fukuoka SoftBank Hawks       | 11      | 2020       |
| Tokyo Yakult Swallows        | 6       | 2021       |
| Orix Buffaloes               | 5       | 2022       |
| Chiba Lotte Marines          | 4       | 2010       |
| Hiroshima Toyo Carp          | 3       | 1984       |
| Hokkaido Nippon-Ham Fighters | 3       | 2016       |
| Yokohama DeNA BayStars       | 3       | 2024       |
| Chunichi Dragons             | 3       | 2024       |
| Hanshin Tigers               | 2       | 2023       |
| Tohoku Rakuten Golden Eagles | 1       | 2013       |

### Temporada regular

#### Liga Central
| Equipo                 | Títulos | Último año |
| ---------------------- | ------- | ---------- |
| Yomiuri Giants         | 39      | 2024       |
| Chunichi Dragons       | 9       | 2011       |
| Hiroshima Toyo Carp    | 9       | 2018       |
| Tokyo Yakult Swallows  | 9       | 2022       |
| Hanshin Tigers         | 6       | 2023       |
| Yokohama DeNA BayStars | 3       | 2024       |
| Shochiku Robins        | 1       | 1950       |

#### Liga Pacífico
| Equipo                       | Títulos | Último año |
| ---------------------------- | ------- | ---------- |
| Saitama Seibu Lions          | 23      | 2019       |
| Fukuoka SoftBank Hawks       | 20      | 2024       |
| Orix Buffaloes               | 15      | 2023       |
| Hokkaido Nippon-Ham Fighters | 7       | 2016       |
| Chiba Lotte Marines          | 5       | 2005       |
| Kintetsu Buffaloes           | 4       | 2001       |
| Tohoku Rakuten Golden Eagles | 1       | 2013       |

## Plusmarcas

### Récord de temporada

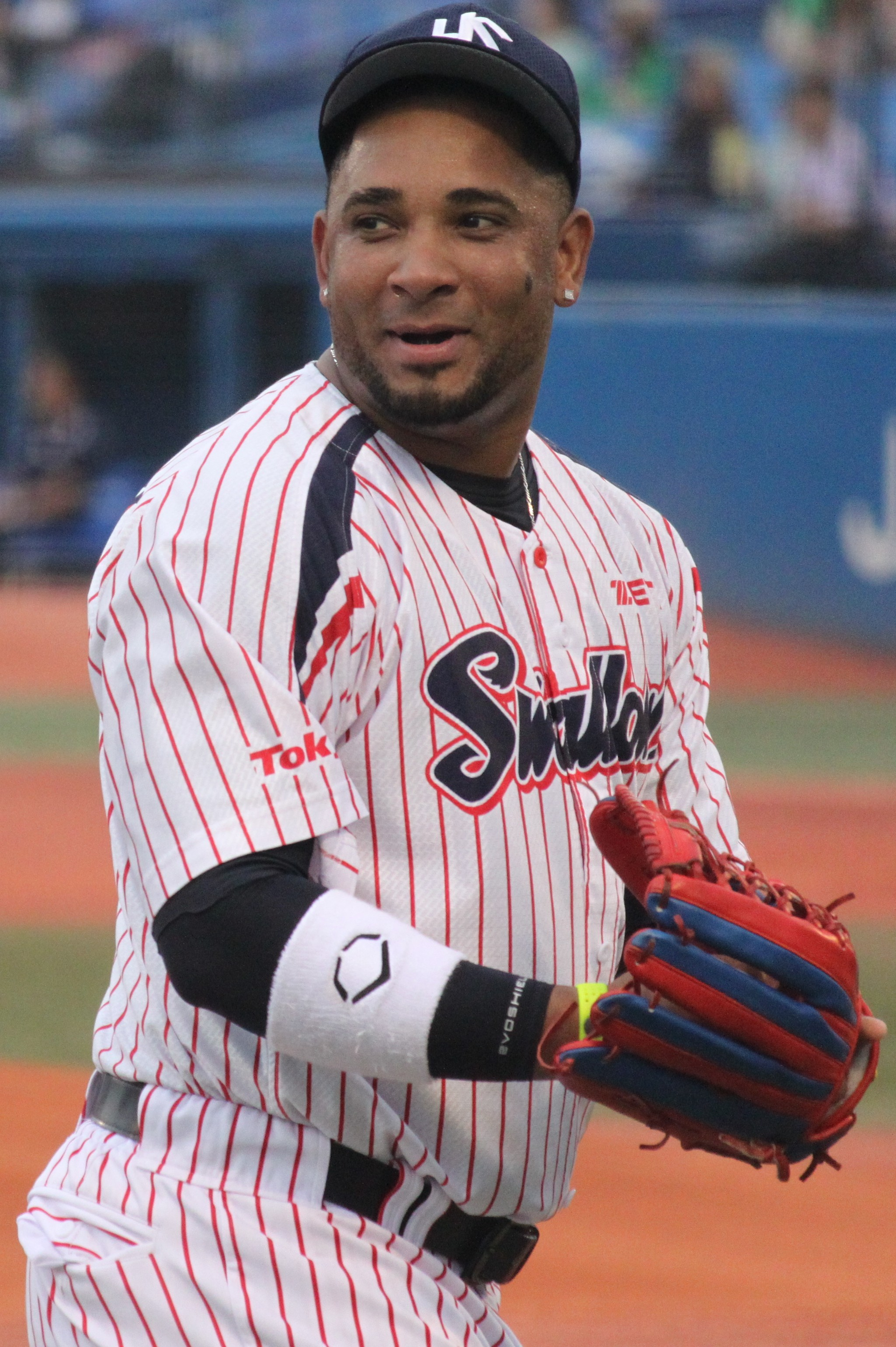
Wladimir Balentien logró 60 home run en una sola temporada en 2013.

| Récord            | Jugador            | Marca    |
| Bateador          | Bateador           | Bateador |
| ----------------- | ------------------ | -------- |
| Promedio de bateo | Randy Bass         | .389     |
| Home run          | Wladimir Balentien | 60       |
| Carrera impulsada | Makoto Kozuru      | 161      |
| Hits              | Shogo Akiyama      | 216      |
| Robo de base      | Yutaka Fukumoto    | 106      |
| Ponches           | Ralph Bryan        | 204      |
| Lanzador          |                    |          |
| Efectividad       | Hideo Fujimoto     | 0.73     |
| Victorias         | Victor Starffin    | 42       |
| Ponches           | Yutaka Enatsu      | 401      |

### Récord de trayectoria
| Récord            | Jugador           | Marca    |
| Bateador          | Bateador          | Bateador |
| ----------------- | ----------------- | -------- |
| Promedio de bateo | Leron Lee         | .320     |
| Home run          | Sadaharu Oh       | 868      |
| Carrera impulsada | Sadaharu Oh       | 2170     |
| Hits              | Isao Harimoto     | 3085     |
| Robo de base      | Yutaka Fukumoto   | 1065     |
| Eliminación       | Kazuhiro Kiyokara | 1955     |
| OPS               | Sadaharu Oh       | 1080     |
| Lanzador          |                   |          |
| Efectividad       | Hideo Fujimoto    | 1.90     |
| Victorias         | Masaichi Kaneda   | 400      |
| Eliminación       | Masaichi Kaneda   | 4490     |
| Juegos salvados   | Hitoki Iwase      | 402      |